# 김현미 (정치인)
김현미(金賢美, 1962년 11월 29일 ~ )는 대한민국의 정치인이다. 제17·19·20대 국회의원과 제4대 국토교통부 장관을 역임하였다.

## 학력
- 신태인북국민학교 졸업
- 정읍여자중학교 졸업
- 1981년 전주여자고등학교 졸업
- 1985년 연세대학교 정치외교학 학사
- 연세대학교 언론홍보대학원 석사과정 중퇴[2][3]

## 경력
- 새정치국민회의 부대변인
- 새천년민주당 부대변인
- 2002 청와대 부대변인
- 2003.08 ~ 2003.12 대통령비서실 국내언론 정무2비서관
- 2004 열린우리당 공동대변인
- 2005.04 ~ 2007.04 열린우리당 경기도당 위원장
- 2011.06 민주당 수석사무부총장
- 2012 민주통합당→민주당→새정치민주연합→더불어민주당 경기도당 고양시 일산서구 지역위원회 위원장
- 2014.05 ~ 2015.12 새정치민주연합 원내정책수석부대표
- 2014.08 ~ 2015.06 새정치민주연합 전략홍보본부장
- 2015.02 ~ 2015.06 새정치민주연합 대표비서실장
- 2015.12 더불어민주당 원내정책수석부대표
- 2016.04 ~ 2016.08 더불어민주당 비상대책위원회 위원
- 2017.06 ~ 2020.12 제4대 국토교통부 장관[4][5]
- 2017.06 ~ 2020.12 : 대통령직속 국가균형발전위원회 당연직위원
- 2017.06 ~ 2020.12 : 녹색성장위원회 당연직위원
- 2019.05 ~ 2020.12 : 국가기후환경회의 위원(정부)
- 2021.05 ~ : 전북대학교 특임교수

### 의정 활동
- 2004.05 ~ 2008.05: 제17대 국회의원(비례대표, 열린우리당→대통합민주신당)
- 2012.05 ~ 2016.05: 제19대 국회의원(경기 고양시 일산서구, 민주통합당→민주당→새정치민주연합→더불어민주당))
  - 2012.07 ~ 2014.05: 제19대 국회 전반기 기획재정위원회 간사
  - 2014.06 ~ 2015.05: 제19대 국회 후반기 예산결산특별위원회 위원
  - 2014.06 ~ 2016.05: 제19대 국회 후반기 기획재정위원회 위원
- 2016.05 ~ 2020.05: 제20대 국회의원(경기 고양시 정, 더불어민주당)
  - 2016.06 ~ 2017.05: 제20대 국회 전반기 예산결산특별위원회 위원장
  - 2016.06 ~ 2017.07: 제20대 국회 전반기 기획재정위원회 위원
  - 2017.07 ~ 2018.05: 제20대 국회 전반기 과학기술정보방송통신위원회 위원
  - 2018.07 ~ 2019.08: 제20대 국회 후반기 보건복지위원회 위원
  - 2018.09 ~ 2019.10: 제20대 국회 후반기 농림축산식품해양수위원회 위원
  - 2019.10 ~ 2020.05: 제20대 국회 후반기 보건복지위원회 위원

## 정책

### 부동산 관련
2017년에는 8·2 부동산 대책을 발표하였고, 이후 2018년에는 9·13 부동산 대책을 발표하였다. 2018년 말에는 3기 신도시를 발표하였다.

#### 8·2 부동산 대책: 다주택자 겨냥
| “ | 이번 부동산 대책의 특징은 집 많이 가진 사람은 불편하게 된다는 것입니다. 내년 4월까지 시간을 드렸으니 자기가 사는 집이 아닌 집들은 좀 파셨으면 합니다. | ” |
|   | — 2017년 8월 4일, 청와대 페이스북 인터뷰에서 |   |

다주택자를 집값 상승의 원인으로 보고, 집값 급등세를 잡기 위해 다주택자들을 규제하는 정책을 펼쳤다. 8·2 부동산 대책에서 김현미 장관은 다주택자를 상대로 2018년 4월까지 집을 팔지 않으면 시세차익의 상당 부분을 양도세로 거둬들이겠다고 하였다. 동시에 은행 대출 규제 강화로 다주택자의 돈줄을 죄었다. 김현미 장관이 "앞으로는 대출 끼고 집 사는 게 제한돼 지금처럼 자유롭게 할 수는 없을 것"이라고 경고의 메시지를 보냈다.
그러면서도 "임대사업자로 등록하면 세제ㆍ금융 혜택을 준다"며 다주택자들을 향해 임대사업자 등록을 권유했다. 임대사업자로 등록하면 임대료 인상률은 연 5% 이내로 제한되며, 임대소득에 대한 세금도 내야 한다. 대신 장기보유특별공제 등 양도세 감면 혜택을 줬다. 세입자 주거안정과 공평 과세의 '두 마리 토끼'를 잡겠다는 것이 김 장관의 의도이다.

#### 취임 1년차 결과: 부동산 양극화
김 장관이 국회에 제시한 통계에 따르면 2018년 상반기 집값 상승률(0.47%)은 지난 5년간 평균(0.61%)보다 낮아졌고, 전셋값 변동률(-0.99%)은 마이너스로 돌아섰다. 하지만 강남 집값은 올라가고 지방 집값은 내려가 부동산 양극화가 심화된 것으로 드러났다. 7월 29일 한국감정원에 따르면 2018년 6월 말 기준 서울 아파트값은 2017년 7월 말보다 평균 6.6% 상승했는데, 구별 결과를 보면 한강변에 있는 구들의 아파트 값이 크게 상승한 반면 서울 외곽지역 은 최근 1년간 아파트값이 거의 오르지 않았다. 또한 지방 아파트값이 1년 전보다 평균 1.7% 하락했고, 지방의 빈집도 늘었다. 주택산업연구원에 따르면 2018년 6월 지방 아파트 입주율은 76.1%로, 2017년 7월 입주율(81.4%)보다 5.3%포인트 하락했다. 지방의 새 아파트 4집 중 한 곳은 입주자가 없는 셈이다.
김규정 NH투자증권 부동산연구위원은 "가뜩이나 지역경제 침체와 입주물량 부담 여파가 큰 지방에 정부 규제로 매수 심리가 더 위축됐다"며 "다주택자 규제가 서울 '수요 쏠림'을 강화한 측면도 있다"고 말했다. 고준석 신한은행 부동산투자자문센터장은 "서울 강남이나 도심권은 공급이 부족하고 '똘똘한 한 채' 선호 현상으로 수요가 꾸준하겠지만, 지방은 공급 과잉 등으로 집값 내림세가 이어질 것"이라고 말했다.

#### 9·13 부동산 대책
2018년 9월 13일, 종합부동산세 대상을 확대하고, 임대사업의 세제 혜택을 없애는 등 다주택자들을 규제하는 대책을 내놓았다. 이후 땅값 상승률이 둔화되고, 가계부채 증가 속도가 최저를 기록하는 등의 성과를 거두기도 하였다.

#### 3기 신도시 및 수도권 광역교통망 대책 발표
2018년 12월 남양주시 왕숙신도시, 하남시 교산신도시, 인천 계양구 계양신도시 3곳이 3기 신도시로 지정되었으며, 수도권 광역급행철도의 조속한 추진, 신안산선 착공, 신분당선 연장 등의 수도권 광역교통망 대책이 발표된 바 있다. 이어 2019년 5월 부천시 대장신도시, 고양시 창릉신도시 2곳이 추가로 3기 신도시로 지정되었다.
그러나 2019년 5월 3기 신도시 추가 발표 이후, 자신의 지역구(고양시 정)인 일산신도시와 운정신도시, 검단신도시 주민들로부터 강한 반발을 샀다.

#### 2019년 국토교통부 공시지가 개입 논란
한국감정원이 2019년 1월 공개한 <2019년 표준지 공시지가>에 의하면, 2019년 공시지가는 2008년 이후 최대 폭인 6.02% 상승했다. 특히 명동, 강남, 홍대앞 등 서울시내 주요 상권의 2019년 공시지가는 올해와는 비교가 되지 않을 정도로 급등했으며, 명동의 경우 1위인 네이처리퍼블릭 부지 · 2위인 우리은행 명동지점 · 3위인 유니클로 부지의 공시지가가 똑같이 전년 대비 100% 상승했다.
이런 공시지가 상승을 두고, "정부가 평가 과정에 구두로 개입해 비싼 땅의 공시지가를 급등시키라는 지침을 내린 결과"라고 감정평가사들이 말했다. 국토부의 이런 개입에 대해 "행정권 남용"이라는 지적도 제기되었다. 법적으로 표준지 공시지가 산정은 감정평가사의 업무이며, 정부가 공시지가 산정에 사전 개입할 수 있는 법적 근거는 없다.
공시지가 상승으로 인해 보유세 및 임대료 상승을 우려하는 목소리가 제기되며, 지역가입자 건강보험료의 상승 가능성 및 기초연급 수급 노인들의 수급권 박탈을 우려하는 목소리 또한 있다.

### 기타
- 여의도 · 용산 개발, 그린벨트 해제 등과 관련하여 박원순 서울시장과의 정책 엇박자 논란이 있었다. 2018년 7월 박원순 서울시장의 여의도 · 용산 통개발 발언으로 인해 서울 집값이 급상승하자 김 장관이 제동을 건 바 있으며, 이후 서울시 내 그린벨트 해제에 대해서 국토교통부(찬성)와 박원순 시장(반대)이 팽팽히 대립한 바 있다.[17]
- 임기 중 진에어 사태, BMW 화재 사건, KTX 강릉선 탈선사고 등이 발생했으며, 이와 관련해 국토교통부 책임론이 제기되었다.[17]
- 경의선 및 동해선 등 남북한의 도로 및 철도 연결을 추진하고 있다.[18] 2018년 9월 남북정상회담 때 김정은 북한 국방위원장이 김현미 장관과 유독 길게 인사를 나누는 장면이 포착되기도 했으며, 김정은 위원장이 남북 철도·도로 연결 등 사회간접자본 투자에 큰 관심을 가진 것으로 알려졌다.[19] 그러나 KTX 강릉선 탈선사고 이후 "북한 철도에만 신경쓰고 우리 철도에는 신경쓰지 않는다"는 비판이 제기되었다. 하태경 바른미래당 의원은 "김현미 장관, 오영식 철도공사 사장 등 고위 관계자가 북한에 철도를 놓는 것에만 관심을 가져 일어난 일"이라며 "국내 철도에는 신경도 쓰지 않았기에 벌어진 사태다"라고 비판한 바 있다.[20]

## 논란

### 다주택자 겨냥 정책 내로남불 논란
정부는 2017년 다주택자에 대해 양도소득세 중과를 담은 8·2 부동산 대책을 내놓았고, 부동산 대책의 주무부처 수장인 김현미 국토교통부 장관은 "내년 4월까지 시간을 드렸으니 자기가 사는 집이 아닌 집은 좀 파시라"고 다주택자들을 겨냥하였다. 그러나 김 장관은 자신의 지역구인 경기도 고양시 일산서구 덕이동 일산 아이파크(실거래가 5억~5억2000만원)와 배우자 명의로 경기도 연천군에 있는 단독주택(기준시가 9100만원)을 보유 중이다. 일산 아이파크는 여전히 김 장관 본인 명의로 돼 있고, 경기 연천군 단독주택도 주변 공인중개업소 여러 곳에 확인했지만 매물로 나온 사실이 없다고 한다. 이후 연천군 단독주택을 처분하고 1주택자가 되었으나, 자신의 동생에게 주택을 처분한 것으로 드러났다.
남동생에게 팔았던 연천군 주택은 최근 다시 김현미의 여동생에게 명의 이전되었다. 김현미는 남편이 그 집을 서재로 쓰기 위하여 여동생에게 팔았다고 한다. 즉 명의신탁을 인정하는 발언을 한 것이다. 이로 인하여 불법 명이신탁 의혹이 제기되고 있다. 2018년 장관 시절에는 "자기가 사는 집이 아닌 집들은 좀 파시고..."라고 하여 1가구 1주택을 남들에게 강요하였지만 김현미는 내로남불을 하여 사실상 다주택자 생활을 한 것이다.

### 일산시민 항의 대응 논란
2020. 1. 12. 고양시 일산서구에서 열린 신년 행사회에서 김현미에게 "고양시가 망쳐졌다"며 거칠게 항의를 하였다. 그러나 김현미 장관은 "그동안 동네 물이 많이 나빠졌네"라는 발언을 하였다.

### 홍콩 시위 관련 SNS 메시지 논란
김현미는 2020년 1월 31일에 자신의 페이스북에 코로나19 범유행에 시달리는 중국 후베이성 우한시 주민들을 응원하기 위해 "홍콩의 민주주의를 응원하던 그 마음으로 우한과 함께 합니다. 우한의 의료인들 힘내세요. 우한 시민들 힘내세요. 加油 武漢(짜요 우한, 힘내라 우한), Pray for WUHAN(우한을 위해 기도를)"이라는 메시지가 적힌 포스터를 게재했다. 하지만 대한민국 정부가 중국 정부에서 내정 간섭 논란으로 비춰질 수 있는 민감한 사안인 홍콩 시위에 대한 입장을 지지하거나 반대하는 입장을 표명하지 않은 상황에서 김현미가 홍콩 시위를 지지하는 것으로 해석될 수 있는 메시지를 전달하여 논란이 되었다. 실제로 대한민국 외교부는 2019년 11월에 있었던 대변인 정례 브리핑에서 "대한민국 정부로서는 최근 홍콩의 상황(홍콩 시위)에 대해 우려를 갖고 주목을 하고 있으며, 홍콩의 상황이 조속하게 평화적으로 해결되고 홍콩의 번영과 발전이 지속되기를 기대한다."라는 입장을 표명했다. 결국 김현미는 문제의 메시지를 삭제했으며, 2020년 2월 5일에 "武漢 加油, Wuhan Jiayou"(우한 짜요, 우한 힘내라), "Pray for WUHAN"(우한을 위해 기도를)이라는 메시지가 적힌 포스터를 게재했다.

## 전과
- 공직선거법위반: 징역 6월 집행유예 1년 - 2008년 12월 17일 선고, 2010년 8월 15일 특별복권[27]

## 역대 선거 결과
|  | 38.26% |

|  | 41.84% |

|  | 50.64% |

|  | 49.15% |

## 소속 정당
| 소속 정당 | 소속 정당      | 소속 기간 | 비고      |
| --------- | -------------- | --------- | --------- |
|           | 새정치국민회의 | 1996~2000 | 정계 입문 |
|           | 새천년민주당   | 2000~2003 | 합당      |
|           | 무소속         | 2003      | 탈당      |
|           | 열린우리당     | 2003~2007 | 창당      |
|           | 대통합민주신당 | 2007~2008 | 합당      |
|           | 통합민주당     | 2008      | 합당      |
|           | 민주당         | 2008~2011 | 당명 변경 |
|           | 민주통합당     | 2011~2013 | 합당      |
|           | 민주당         | 2013~2014 | 당명 변경 |
|           | 새정치민주연합 | 2014~2015 | 합당      |
|           | 더불어민주당   | 2015~현재 | 당명 변경 |

## 같이 보기
- 대한민국 제17대 국회의원 선거 열린우리당 후보 목록#비례대표
- 고양시 일산서구 (선거구)
- 고양시 정
- 고양시의 국회의원
- 고양시 일산서구의 국회의원
- 대한민국의 국토교통부 장관